# Mavka. Guardiana del bosc
Mavka. Guardiana del bosc (títol original ucraïnès, Мавка. Лісова пісня; transcrit com a Mavka. Lissova písnia) és una pel·lícula d'animació ucraïnesa del 2023 basada en el conte de fades Lissova písnia (lit. ‘El cant del bosc’) de Lèssia Ukraïnka, així com en passatges de la mitologia ucraïnesa. La pel·lícula es va estrenar a Ucraïna el 2 de març de 2023, i la versió doblada al català va arribar als cinemes el 28 d'abril del mateix any.

## Sinopsi
Quan Mavka, una ànima del bosc, s'enamora d'un humà, s'enfronta a una elecció impossible entre l'amor i el seu deure com a guardiana.